# Bathygnathia vollenhovia
Bathygnathia vollenhovia är en kräftdjursart som beskrevs av Cohen och Gary C.B. Poore 1994. Bathygnathia vollenhovia ingår i släktet Bathygnathia och familjen Gnathiidae. Inga underarter finns listade i Catalogue of Life.